# Walter Baade
Walter Baade (født 24. marts 1893 i Schröttinghausen, død 25. juni 1960 i Göttingen) var en tysk astronom og astrofysiker. Han blev fritaget for militærtjeneste under 1. verdenskrig, idet han studerede og efterfølgende fik sin Ph.d. i 1919. Herefter arbejdede han ved Hamburg observatoriet (Hamburger Sternwarte), hvor han i 1920 opdagede asteroiden (944) Hidalgo, hvilket skulle blive den tredje af i alt ti asteroide-opdagelser.
I perioden 1931 til 1958 arbejdede han på Mount Wilson Observatoriet, nordøst for Los Angeles, hvor han udnyttede den reducerede lysforurening under 2. verdenskrig til, som den første, at identificere enkelt-stjerner i Andromedagalaksen. Dette arbejde førte også til at han kunne identificere to typer af Cepheide-variable stjerner, hvilket ledte til at han kunne bekendtgøre at Universet var dobbelt så stort som Hubble havde fundet frem til vha. rødforskydning. Derudover medvirkende han til, sammen med den schweiziske astronom Fritz Zwicky, at oprette en ny kategori af astronomiske objekter: Supernovaer. I denne forbindelse fandt Baade ud af, sammen med Rudolf Minkowski, at Krabbetågen har en central pulserende neutronstjerne: Krabbepulsaren.

## Astronomiske objekter opkaldt efter Baade
- Asteroiden - (1501) Baade
- Månekrateret - Baade
- Dalen - Vallis Baade på Månen
- Det ene af de to Magellanske teleskoper på Las Campanas Observatory i Chile
- Asteroiden - (966) Muschi, er opkaldt efter sin hustrus kælenavn,

 Der er for få eller ingen kildehenvisninger i denne artikel, hvilket er et problem. Du kan hjælpe ved at angive troværdige kilder til de påstande, som fremføres i artiklen.

| Astronomi | Spire Denne artikel om astronomi er en spire som bør udbygges. Du er velkommen til at hjælpe Wikipedia ved at udvide den. |